# دتلین دالاکلیف
دتلین دالاکلیف (بلغاری: Детелин Далаклиев؛ زادهٔ ۱۹ فوریهٔ ۱۹۸۳) بوکسور اهل بلغارستان است.